# Clásico Mundial de Béisbol

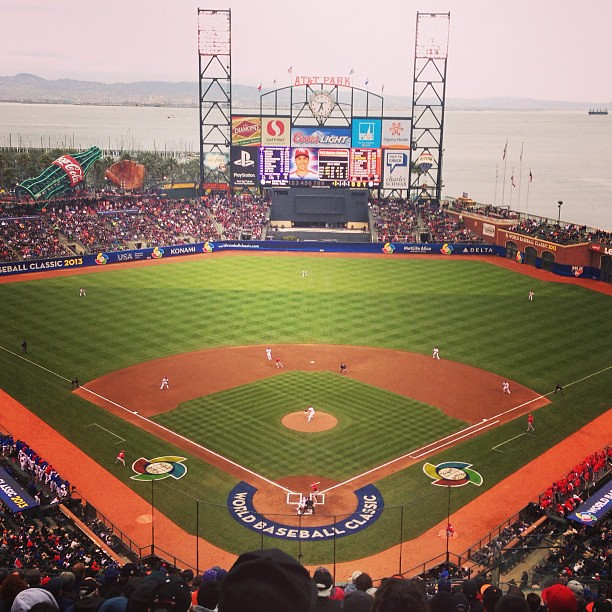
Campeonato Mundial de Béisbol Clásico 2013 entre República Dominicana y Puerto Rico, 20 de marzo de 2013

El Clásico Mundial de Béisbol (en inglés: World Baseball Classic)  o simplemente el Clásico Mundial es el principal torneo internacional profesional y oficial de béisbol, sancionado por la Confederación Mundial de Béisbol y Sóftbol (WBSC) y creado por la Clásico Mundial de Béisbol Inc.(Major League Baseball (MLB), la Major League Baseball Players Association (MLBPA)) que reúne a las mejores selecciones nacionales del mundo. El torneo es uno de los eventos de béisbol más vistos del mundo.
Previamente convivió con el Béisbol Olímpico (hasta el 2008 y reintroducido en el programa olímpico en el 2020) y la Copa Mundial de Béisbol (hasta 2011) como torneos de la Federación Internacional de Béisbol, pero ambos torneos se han suspendido en favor del Clásico Mundial de Béisbol. Por tanto, es a partir de la edición del 2013 que el ganador del evento es reconocido como "El Campeón Mundial".
El torneo es el primero de este tipo con el que los equipos nacionales de béisbol cuentan con jugadores profesionales de las ligas más importantes del mundo, incluyendo las Grandes Ligas. Los Juegos Olímpicos de Verano habían ofrecido regularmente jugadores universitarios y de ligas menores, ya que la fecha de los partidos creaban conflicto con los partidos de las ligas de Norteamérica y Asia. Por otra parte la Copa Mundial de Béisbol históricamente no tenía jugadores de Grandes Ligas. Además de proporcionar un formato para que los mejores jugadores de béisbol del mundo pudiesen competir unos contra otros representando a sus países de origen, el Clásico Mundial de Béisbol fue creado con el fin de promover aún más el deporte en todo el mundo.
El primer evento tuvo lugar en marzo de 2006. Se realizó la segunda edición en 2009.

## Historia

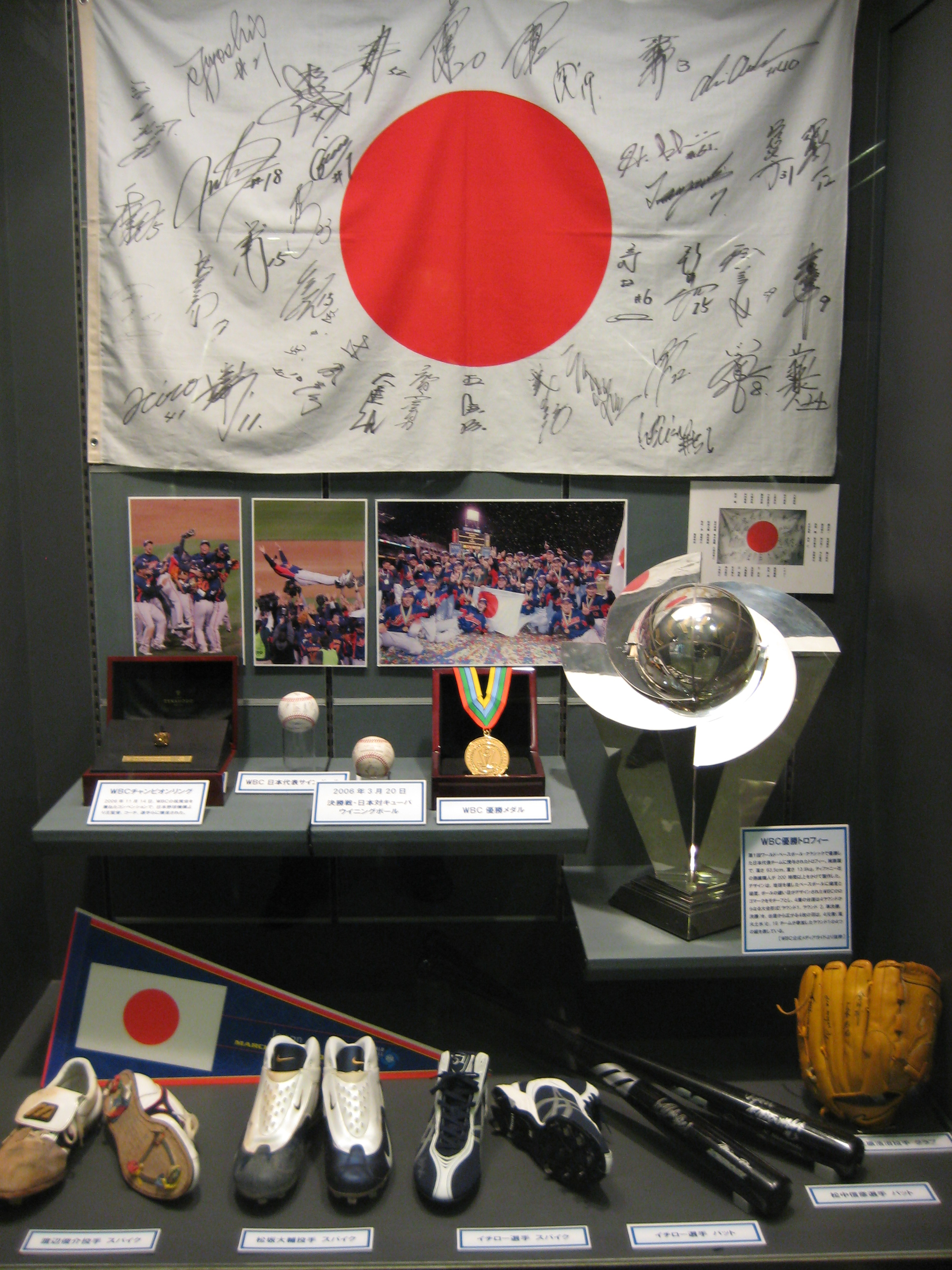
Vista del trofeo ganado por Japón en 2006.

Fue organizado en gran parte como respuesta a la decisión del Comité Olímpico Internacional de eliminar el béisbol como deporte olímpico en 2005, el evento ha crecido hasta convertirse en un evento deportivo de gran magnitud en todo el mundo, aunque en menor medida en los Estados Unidos. De hecho, la final de las ediciones de 2006 y 2009 se encuentran entre los eventos deportivos de mayor audiencia de todos los tiempos en la historia de la televisión japonesa.
En el torneo de 2006, una sorprendente Corea del Sur avanzó a las semifinales con un récord invicto de 6-0, pero fue derrotado por Japón (que había perdido dos veces contra Corea del Sur en las rondas anteriores) por un puesto a la final. Mientras tanto, Cuba derrotó a la República Dominicana para conseguir el pase a la final. Japón derrotó a Cuba por 10-6 para ser coronado como el primer campeón del Clásico Mundial de Béisbol.
En el torneo de 2009, los ocho equipos que avanzaron en la primera ronda fueron los mismos que en 2006, a excepción de Holanda, que en teoría parecía el equipo más débil, derrotó dos veces a la República Dominicana para llegar a la segunda ronda. En las semifinales, Corea del Sur derrotó a Venezuela, mientras que Japón derrotó a los Estados Unidos, para luego ganar el Clásico por segunda vez consecutiva, tras ganarle la final a Corea del Sur por 5-3 en 10 entradas.
A pesar de que las ediciones de 2006 y 2009 del Clásico Mundial de Béisbol fueron preseleccionados 16 equipos, para el torneo de 2013 sólo los 12 equipos que ganaron al menos un partido en el año 2009 se les garantizó una plaza en el torneo principal. Los otros cuatro jugaron una ronda de clasificación a finales de 2012 junto con otros 12 equipos adicionales. Como resultado, dos nuevos equipos compitieron por primera vez: (Brasil y España, reemplazando a Panamá y Sudáfrica respectivamente). El torneo principal tuvo lugar en marzo de 2013, en el que luego de que República Dominicana  venciera a Estados Unidos, venciera al equipo de Puerto Rico  con marcador 3-0 en la final, consiguiendo así los dominicanos su primer título de forma invicta siendo el primer país en lograr esta hazaña (Japón en el torneo de 2023 siendo el segundo) y siendo a su vez el primer país americano en ganar dicho torneo.

## Resultados
| Año           | Sede final    |                      | Final      | Final          | Final         |                      | Semifinalistas | Semifinalistas |  | Nro. de equipos |
| Año           | Sede final    | Campeón              | Resultado  | Subcampeón     | Tercer lugar  | Cuarto lugar         |                |                |  | Nro. de equipos |
| 2006 Detalles | San Diego     | Japón                | 10–6       | Cuba           | Corea del Sur | República Dominicana | 16             |                |  |                 |
| 2009 Detalles | Los Ángeles   | Japón                | 5–3 (E/10) | Corea del Sur  | Venezuela     | Estados Unidos       | 16             |                |  |                 |
| 2013 Detalles | San Francisco | República Dominicana | 3-0        | Puerto Rico    | Japón         | Países Bajos         | 16             |                |  |                 |
| 2017 Detalles | Los Ángeles   | Estados Unidos       | 8-0        | Puerto Rico    | Japón         | Países Bajos         | 16             |                |  |                 |
| 2023 Detalles | Miami         | Japón                | 3-2        | Estados Unidos | México        | Cuba                 | 20             |                |  |                 |
| 2026 Detalles | Miami         |                      | -          |                |               |                      | 20             |                |  |                 |

## Palmarés
La lista a continuación muestra a los 9 equipos que han estado entre los cuatro mejores de alguna edición del torneo.
| Selección            | Campeón              | Subcampeón     | Tercer puesto  | Cuarto puesto  |
| -------------------- | -------------------- | -------------- | -------------- | -------------- |
| Japón                | 3 (2006, 2009, 2023) |                | 2 (2013, 2017) |                |
| Estados Unidos       | 1 (2017)             | 1 (2023)       |                | 1 (2009)       |
| República Dominicana | 1 (2013)             |                |                | 1 (2006)       |
| Puerto Rico          |                      | 2 (2013, 2017) |                |                |
| Corea del Sur        |                      | 1 (2009)       | 1 (2006)       |                |
| Cuba                 |                      | 1 (2006)       |                | 1 (2023)       |
| Venezuela            |                      |                | 1 (2009)       |                |
| México               |                      |                | 1 (2023)       |                |
| Países Bajos         |                      |                |                | 2 (2013, 2017) |

## Distinciones

### Jugador más valioso
- 2006:  Daisuke Matsuzaka
- 2009:  Daisuke Matsuzaka
- 2013:  Robinson Canó
- 2017:  Marcus Stroman
- 2023:  Shohei Ohtani

### Equipo estelar
En cada edición del Clásico Mundial de Béisbol, un equipo de las estrellas es seleccionado sobre la base de su juego en el torneo. Para ello se nombran tres lanzadores, ocho jugadores de posición (incluyendo tres jardineros) y un bateador designado. Hasta la fecha han sido seleccionados jugadores de ocho países distintos, siendo Japón el equipo que ha aportado más jugadores con ocho.
- Equipo Estelar 2006
- Equipo Estelar 2009
- Equipo Estelar 2013
- Equipo Estelar 2017
- Equipo Estelar 2023

## Equipos
Los torneos de 2006 y 2009, constaban de 16 equipos, elegidos por invitación. A partir de 2013, los 12 mejores equipos del torneo anterior fueron seleccionados por invitación y una ronda de clasificación se ha utilizado para determinar los otros 4 equipos.

## Apariciones en el Clásico
| Equipo               | # de apariciones | Récord de racha | Racha activa | Debut | Más reciente | Mejor resultado            |
| -------------------- | ---------------- | --------------- | ------------ | ----- | ------------ | -------------------------- |
| Australia            | 5                | 5               | 5            | 2006  | 2023         | 7° (2023)                  |
| Brasil               | 1                | 1               | 0            | 2013  | 2013         | 14° (2013)                 |
| Canadá               | 5                | 5               | 5            | 2006  | 2023         | 9° (2006)                  |
| China                | 5                | 5               | 5            | 2006  | 2023         | 11° (2009)                 |
| China Taipéi         | 5                | 5               | 5            | 2006  | 2023         | 8° (2013)                  |
| Colombia             | 2                | 2               | 2            | 2017  | 2023         | 12° (2017)                 |
| Corea del Sur        | 5                | 5               | 5            | 2006  | 2023         | Subcampeón (2009)          |
| Cuba                 | 5                | 5               | 5            | 2006  | 2023         | Subcampeón (2006)          |
| España               | 1                | 1               | 0            | 2013  | 2013         | 15° (2013)                 |
| Estados Unidos       | 5                | 5               | 5            | 2006  | 2023         | Campeón (2017)             |
| Israel               | 2                | 2               | 2            | 2017  | 2023         | 6° (2017)                  |
| Italia               | 5                | 5               | 5            | 2006  | 2023         | 7° (2013)                  |
| Japón                | 5                | 5               | 5            | 2006  | 2023         | Campeón (2006, 2009, 2023) |
| México               | 5                | 5               | 5            | 2006  | 2023         | 3° (2023)                  |
| Nicaragua            | 1                | 1               | 1            | 2023  | 2023         | 19° (2023)                 |
| Países Bajos         | 5                | 5               | 5            | 2006  | 2023         | 4° (2013, 2017)            |
| Panamá               | 3                | 2               | 1            | 2006  | 2023         | 11° (2023)                 |
| Puerto Rico          | 5                | 5               | 5            | 2006  | 2023         | Subcampeón (2013, 2017)    |
| Gran Bretaña         | 1                | 1               | 1            | 2023  | 2023         | 19° (2023)                 |
| República Checa      | 1                | 1               | 1            | 2023  | 2023         | 17° (2023)                 |
| República Dominicana | 5                | 5               | 5            | 2006  | 2023         | Campeón (2013)             |
| Sudáfrica            | 2                | 2               | 0            | 2006  | 2009         | 16° (2006, 2009)           |
| Venezuela            | 5                | 5               | 5            | 2006  | 2023         | 3° (2009)                  |

## Apariciones en eliminatorias
| Equipos         | # de apariciones | Debut | Más reciente |
| --------------- | ---------------- | ----- | ------------ |
| Alemania        | 3                | 2012  | 2022         |
| Argentina       | 1                | 2022  | 2022         |
| Australia       | 1                | 2016  | 2016         |
| Brasil          | 3                | 2012  | 2022         |
| Canadá          | 1                | 2012  | 2012         |
| China Taipéi    | 1                | 2012  | 2012         |
| Colombia        | 2                | 2012  | 2016         |
| España          | 3                | 2012  | 2022         |
| Filipinas       | 2                | 2012  | 2016         |
| Francia         | 3                | 2012  | 2022         |
| Israel          | 2                | 2012  | 2016         |
| México          | 1                | 2016  | 2016         |
| Nicaragua       | 3                | 2012  | 2022         |
| Nueva Zelanda   | 3                | 2012  | 2022         |
| Pakistán        | 2                | 2016  | 2022         |
| Panamá          | 3                | 2012  | 2022         |
| Reino Unido     | 3                | 2012  | 2022         |
| República Checa | 3                | 2012  | 2022         |
| Sudáfrica       | 3                | 2012  | 2022         |
| Tailandia       | 1                | 2012  | 2012         |

## Estadísticas
Las estadísticas que se muestran se dividen en dos etapas; en participaciones en el Clásico y en participaciones en eliminatorias.

### Estadísticas en el Clásico
Actualizado al 22 de marzo de 2023. No incluye partidos de eliminatorias.
| Equipo               | G  | P  | PCT  | Apariciones | Mejor resultado            |
| -------------------- | -- | -- | ---- | ----------- | -------------------------- |
| Japón                | 30 | 8  | .790 | 5           | Campeón (2006, 2009, 2023) |
| República Dominicana | 20 | 8  | .714 | 5           | Campeón (2013)             |
| Puerto Rico          | 23 | 11 | .676 | 5           | Subcampeón (2013), (2017)  |
| Corea del Sur        | 17 | 9  | .653 | 5           | Subcampeón (2009)          |
| Estados Unidos       | 21 | 14 | .600 | 5           | Campeón (2017)             |
| Cuba                 | 18 | 14 | .562 | 5           | Subcampeón (2006)          |
| Venezuela            | 16 | 13 | .552 | 5           | 3° (2009)                  |
| Israel               | 5  | 5  | .500 | 2           | 6° (2017)                  |
| Países Bajos         | 13 | 15 | .464 | 5           | 4° (2013), (2017)          |
| México               | 11 | 13 | .458 | 5           | 3° (2023)                  |
| Italia               | 7  | 13 | .350 | 5           | 7° (2013)                  |
| Canadá               | 5  | 10 | .333 | 5           | 9° (2006)                  |
| Australia            | 5  | 12 | .294 | 5           | 7° (2017)                  |
| China Taipéi         | 5  | 12 | .294 | 5           | 8° (2013)                  |
| Colombia             | 2  | 5  | .285 | 2           | 12° (2017)                 |
| República Checa      | 1  | 3  | .250 | 1           | 17° (2017)                 |
| Gran Bretaña         | 1  | 3  | .250 | 1           | 18° (2017)                 |
| Panamá               | 2  | 7  | .222 | 3           | 11° (2006)                 |
| China                | 2  | 14 | .125 | 5           | 11° (2009)                 |
| Brasil               | 0  | 3  | .000 | 1           | 14° (2013)                 |
| España               | 0  | 3  | .000 | 1           | 15° (2013)                 |
| Nicaragua            | 0  | 4  | .000 | 1           | 19° (2013)                 |
| Sudáfrica            | 0  | 5  | .000 | 2           | 16° (2006, 2009)           |

### Estadísticas en eliminatorias
Actualizado al 5 de octubre de 2022. No incluye partidos del Clásico.
| Equipo          | G | P | PCT   | Apariciones | Mejor resultado de grupo |
| --------------- | - | - | ----- | ----------- | ------------------------ |
| Australia       | 3 | 0 | 1.000 | 1           | 1° (2016)                |
| Canadá          | 3 | 0 | 1.000 | 1           | 1° (2012)                |
| China Taipéi    | 3 | 0 | 1.000 | 1           | 1° (2012)                |
| México          | 3 | 0 | 1.000 | 1           | 1° (2016)                |
| Israel          | 5 | 1 | .833  | 2           | 1° (2016)                |
| Colombia        | 4 | 2 | .666  | 2           | 1° (2016)                |
| Brasil          | 6 | 4 | .600  | 3           | 1° (2012)                |
| Panamá          | 6 | 4 | .600  | 3           | 1° (2022)                |
| Reino Unido     | 6 | 4 | .600  | 3           | 1° (2022)                |
| España          | 5 | 5 | .500  | 3           | 1° (2012)                |
| Nicaragua       | 5 | 5 | .500  | 3           | 2° (2016, 2022)          |
| Argentina       | 2 | 2 | .500  | 1           | 4° (2022)                |
| República Checa | 4 | 5 | .444  | 3           | 2° (2022)                |
| Nueva Zelanda   | 3 | 6 | .333  | 3           | 2° (2012)                |
| Sudáfrica       | 3 | 6 | .333  | 3           | 2° (2016)                |
| Alemania        | 3 | 6 | .333  | 3           | 2° (2012)                |
| Filipinas       | 1 | 4 | .200  | 2           | 3° (2012)                |
| Francia         | 1 | 6 | .142  | 3           | 3° (2016)                |
| Tailandia       | 0 | 2 | .000  | 1           | 4° (2012)                |
| Pakistán        | 0 | 4 | .000  | 1           | 4° (2016)                |

## Sedes
Estados Unidos es el único país en ser sede del Clásico Mundial de béisbol A continuación se muestran los jugadores con mejores números acumulados en la historia del clásico hasta la edición 2017.

## Impacto cultural
| Torneo                                    | Televisión registrar (desde 2023)1 | fundador                                       | Número de equipos |
| ----------------------------------------- | ---------------------------------- | ---------------------------------------------- | ----------------- |
| Campeonato del Clásico Mundial de Béisbol | 32.81 m                            | MLB Confederación Mundial de Béisbol y Sóftbol | 20                |
| Serie Mundial                             | 11.48 m                            | MLB                                            | 12                |
| College World Series                      | 2.75 m                             | NCAA                                           | 20                |
| Serie Mundial de Pequeñas Ligas           | 1.08 m                             | Serie Mundial de Pequeñas Ligas                | 8                 |

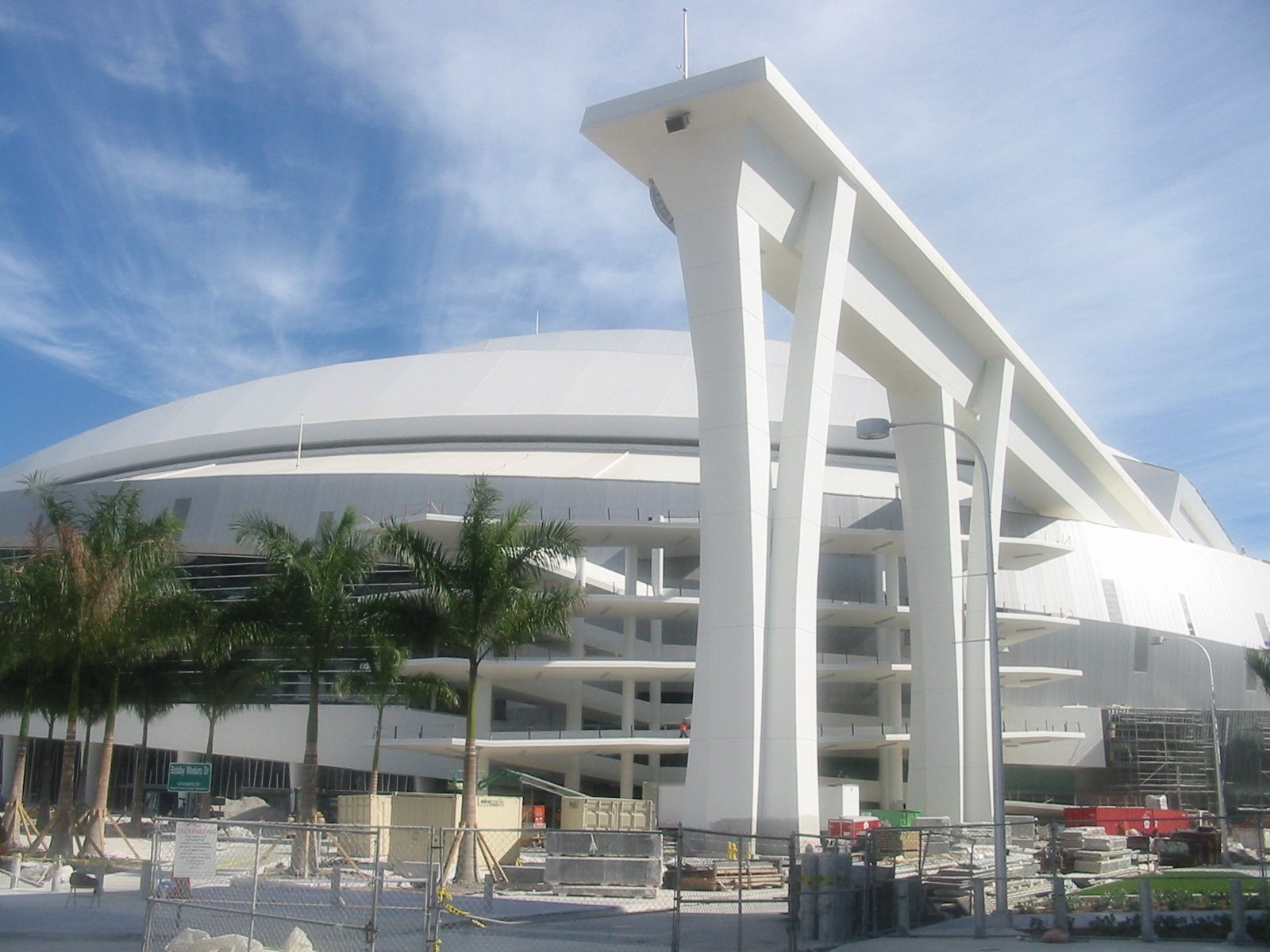
Miami's LoanDepot Park, campeonato del Clásico Mundial de Béisbol 2023 Anfitrión

El torneo es uno de los eventos de béisbol más vistos del mundo. El Clásico Mundial de Béisbol de 2023 se transmitió en 163 territorios a través de 63 socios de medios, y se transmitió en 13 idiomas en todo el mundo. y recibió 100 millones de dólares en beneficios, y la semifinal del Clásico Mundial de Béisbol de 2023 entre México y Japón registró 29 millones de espectadores en todo el mundo, más que la Serie Mundial de 2023, lo que lo convierte en uno de los eventos de béisbol más vistos del mundo.
El Clásico Mundial de Béisbol es uno de los eventos deportivos más populares en el Caribe, Centro y Sudamérica, particularmente en Venezuela, parte del norte de Colombia. En Puerto Rico, el juego del Grupo D entre Puerto Rico y la República Dominicana fue visto por el 62% de los hogares.
Además de América Central y del Sur, el Caribe, el torneo es considerado el evento deportivo más popular en América del Norte y Asia Oriental, particularmente en Japón, Corea del Sur y Taiwán. En el archipiélago japonés, 100 millones de personas vieron el WBC, y más de 55 millones de personas vieron cómo Shohei Ohtani ponchó a Mike Trout. En EEUU, el Clásico Mundial de Béisbol es el evento deportivo más popular en los Estados Unidos y se transmite por FOX. Las finales de Estados Unidos y Japón de 2023 fueron vistas por hasta 5,2 millones de personas, más que la cantidad de espectadores en la Serie de División de la Liga Nacional de postemporada de la MLB  y 6,5 millones de personas vieron cómo Shohei Ohtani se ponchó Trucha de Mike.
El torneo se está transmitiendo actualmente en China y está creciendo en popularidad. El Clásico Mundial de Béisbol de 2023 se transmitirá en los sitios web más grandes de China, incluidos Weibo, Douyin y Bilibili, Kuaishou El partido entre China y Japón fue visto por hasta 422 000 personas

## Líderes en la historia

### Más Turnos al bate (AB)
| Pos. | Jugador           | Equipo      | AB |
| ---- | ----------------- | ----------- | -- |
| 1.   | Carlos Beltrán    | Puerto Rico | 93 |
| 2.   | Miguel Cabrera    | Venezuela   | 84 |
| 2.   | Frederich Cepeda  | Cuba        | 84 |
| 4.   | Yulieski Gourriel | Cuba        | 82 |
| 5.   | Ichiro Suzuki     | Japón       | 77 |

### Más hits
| Pos. | Jugador           | Equipo               | Hits (H)   |
| ---- | ----------------- | -------------------- | ---------- |
| 1.   | Frederich Cepeda  | Cuba                 | 32         |
| 2.   | Carlos Beltrán    | Puerto Rico          | 30         |
| 3.   | Robinson Canó     | República Dominicana | 25 (67 AB) |
| 3.   | Ichiro Suzuki     | Japón                | 24 (77 AB) |
| 3.   | Yulieski Gourriel | Cuba                 | 24 (82 AB) |

### Más dobles (2B)
| Pos. | Jugador          | Equipo      | 2B        |
| ---- | ---------------- | ----------- | --------- |
| 1.   | Justin Morneau   | Canadá      | 8 (44 AB) |
| 1.   | Frederich Cepeda | Cuba        | 8 (84 AB) |
| 3.   | Jorge Cantú      | México      | 7 (63 AB) |
| 3.   | Carlos Beltrán   | Puerto Rico | 7 (89 AB) |
| 5.   |                  |             |           |

### Más triples (3B)
| Pos. | Jugador            | Equipo         | 3B        |
| ---- | ------------------ | -------------- | --------- |
| 1.   | Yoenis Céspedes    | Cuba           | 3         |
| 2.   | Albert Cartwright  | Reino Unido    | 2 (24 AB) |
| 2.   | Gift Ngoepe        | Sudáfrica      | 2 (30 AB) |
| 2.   | Reynaldo Rodríguez | Colombia       | 2 (38 AB) |
| 2.   | Jimmy Rollins      | Estados Unidos | 2 (52 AB) |

### Más Jonrones (HR)
| Pos. | Jugador           | Equipo    | HR        |
| ---- | ----------------- | --------- | --------- |
| 1.   | Alfredo Despaigne | Cuba      | 7         |
| 2.   | Nate Freiman      | Israel    | 6 (45 AB) |
| 2.   | Miguel Cabrera    | Venezuela | 6 (84 AB) |
| 2.   | Frederich Cepeda  | Cuba      | 6 (84 AB) |
| 5.   | Yulieski Gourriel | Cuba      | 5         |

### Más carreras impulsadas (RBI)
| Pos. | Jugador            | Equipo       | RBI        |
| ---- | ------------------ | ------------ | ---------- |
| 1.   | Frederich Cepeda   | Cuba         | 23         |
| 2.   | Waldimir Balentien | Países Bajos | 17 (49 AB) |
| 2.   | Jorge Cantú        | México       | 17 (63 AB) |
| 4.   | Alfredo Despaigne  | Cuba         | 16 (54 AB) |
| 4.   | Yulieski Gourriel  | Cuba         | 16 (82 AB) |

### Más carreras anotadas (R)
| Pos. | Jugador           | Equipo       | R  |
| ---- | ----------------- | ------------ | -- |
| 1.   | Frederich Cepeda  | Cuba         | 19 |
| 2.   | Carlos Beltrán    | Puerto Rico  | 17 |
| 3.   | Yulieski Gourriel | Cuba         | 16 |
| 4.   | Andrelton Simmons | Países Bajos | 15 |
| 5.   |                   |              |    |

### Más robos de base (SB)
| Pos. | Jugador           | Equipo         | SB        |
| ---- | ----------------- | -------------- | --------- |
| 1.   | Alan Schoenberger | Australia      | 5 (26 AB) |
| 2.   | Jimmy Rollins     | Estados Unidos | 5 (52 AB) |
| 3.   | Ichiro Suzuki     | Japón          | 5 (77 AB) |
| 4.   | Mitch Dening      | Australia      | 4 (36 AB) |
| 5.   | Carlos Beltrán    | Puerto Rico    | 4 (89 AB) |